# クールスーツ
クールスーツ（Cool Suits）は、気温が非常に高温な環境で活動する人間の体温を下げることを目的とする衣服の一つ。
本項では主にモータースポーツの世界でレーシングドライバーが使用するクールスーツについて解説する。

## 概説
四輪（自動車）レース用の車両においては、車両性能を極限まで追求するという目的から、一般の自動車に搭載されるようなエアコンは車両重量の増加要因となる上にエンジン出力の一部を消費することから、レースで求められる走行性能を低下させるとして通常搭載されない（ただし2009年のSUPER GTでは、日産・GT-Rがエアコンを搭載するなど、いくつか例外はある）。また車両設計上の要因から、エンジンがコックピット内部に露出しエンジンの発熱がコックピットに入ったり、ラジエター・インタークーラー等を通り熱を帯びた空気がコックピット内に滞留するような車両は決して珍しいものではない。
もちろんコックピット内にエアダクトを通したり、車両の窓の開口部を工夫したりすることで、コックピット内部に滞留した熱を極力外部に排出しようとする努力は行われるが、それでもなお夏場の炎天下ともなると、クローズドコックピットの車ではコックピット内部の気温が最高で70℃前後にも達する。またオープンコックピットの車（フォーミュラカーやプロトタイプレーシングカーの一部など）でも、近年は空力の解析が進んだ結果、気流が乱れやすいコックピット周辺には極力空気が流れ込まないようにする設計が一般的となっているため、コックピットに滞留した熱がなかなか逃げない現象が起きる。
このような状況下で何も対策を施さないと、レーシングカーを運転するドライバーの体温は急激に上昇して熱中症や脱水症状を起こし、意識が乱れた結果ドライビングミスを起こしたり、最悪の場合クラッシュして大きな怪我を負ったり、熱中症が悪化して死に至る可能性すらある。そのような事態を防ぐため、近年レーシングドライバーの間でクールスーツが普及した。
2025年からはフォーミュラ1（F1）において、一定の条件下でクールスーツの使用が義務化される。

## 種類
実際に使われるクールスーツにはいくつか種類があるが、基本的にいずれもレーシングスーツの下に着用して使用する。

### ベスト型
いわゆるベストに対して多数の保冷材が貼られているような形状のもの。装着が容易で車両側に特別な装置を必要としないという利点はあるが、後述する冷水循環型に比べると冷却効果が持続する時間が短い上に、時間が経つにつれ冷却効果が弱まるという難点があるため、フォーミュラカーのレースなど、レース時間が短い・車に新たな装置を積むスペースに乏しい場合などに使われることが多い。

### 冷水循環型
全体を覆うように細いホースが通された特殊な下着（Tシャツ型が一般的）を着用して、そのホースの中に冷水（あるいはその代わりとなる媒体）を流すことで身体の冷却を図るもの。ホースは車両側に設置した冷却用ボックスと接続して使用する。冷却用ボックスの中には水を循環させるためのポンプと電源、水を冷却するための冷媒（氷やドライアイスを使うことが多い）等が収められる。
前述のベスト型と比べると、装置が大掛かりとなり搭載のための場所を取る上（SUPER GTなどでは助手席に設置することが多い）、装置が故障した場合のリスクもある（特に水の循環が止まると、かえってドライバーの体温の上昇要因となる）という問題はあるが、冷却効果が長く持続しその効果も一定を保ちやすいことから、SUPER GT・スーパー耐久などレース時間が長時間かつ装置の搭載スペースに比較的余裕のあるレースではこちらが使われることが多い。
このタイプを発展させた形で、消防士等向けに「1台の冷却用ユニットで複数人が同時にクールスーツを利用できる」タイプの製品も存在する。

### 冷却スプレー型
冷水循環型同様の特殊な下着を着用し、ホースに冷却スプレーを接続し冷媒を噴射することで身体の冷却を図るもの。冷水循環型の欠点である「装置が大きい」「ポンプ故障時のリスク」といった点を解決する目的で開発され、スプレーをベルト等でぶら下げることでスーツを機能させたまま移動等も可能である。